# Mariotto Segni

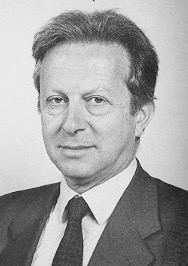
Mariotto Segni, 1994

Mariotto Giovanni Battista Segni, genannt Mario (* 16. Mai 1939 in Sassari, Sardinien), ist ein italienischer Politiker und Rechtswissenschaftler. Er ist emeritierter Professor für Zivilrecht an der Universität Sassari, war von 1976 bis 1996 Abgeordneter in der Camera dei deputati, von 1993 bis 2003 Parteivorsitzender des Patto Segni sowie 1994–95 und 1999–2004 Mitglied des Europäischen Parlaments.

## Leben
Mariotto Segni ist der Sohn des sardischen Juraprofessors und Politikers Antonio Segni, der von 1962 bis 1964 italienischer Staatspräsident war. Segni absolvierte seine Ausbildung in seiner Heimatstadt Sassari, wo er auch das Studium der Jurisprudenz absolvierte, bevor er sich für zehn Jahre als Privatdozent und Dissertant in Zivilrecht in Padua niederließ. 1975 kehrte Segni als ordentlicher Professor für Zivilrecht nach Sassari zurück. Er behielt seinen Lehrstuhl bis zur Emeritierung 2011.

## Karriere
Das langjährige Parteimitglied der Democrazia Cristiana (DC) wurde 1967 erstmals in den Regionalrat Sardiniens gewählt und war von 1976 bis 1996 Mitglied der Abgeordnetenkammer des  italienischen Parlaments. Dort war er von 1981 bis 1987 war er stellvertretender Vorsitzender der DC-Fraktion. Von August 1986 bis April 1987 amtierte er als Staatssekretär in Landwirtschafts- und Forstministerium. Von 1987 bis 1991 war Segni Vorsitzender des Parlamentsausschusses für Nachrichtendienste und Staatsgeheimnisse. Ab 1988 setzte sich Segni für eine Reform des italienischen Wahlrechts ein. Ein von ihm initiiertes Referendum zu den Vorzugsstimmen bei der Wahl des Abgeordnetenhauses hatte 1991 Erfolg. Im Zuge des politischen Umbruchs infolge der Korruptionsskandale Anfang der 1990er-Jahre gründete Segni 1992 die Bewegung Popolari per la Riforma, deren Hauptanliegen die Umstellung von Verhältnis- auf Mehrheitswahlrecht war.
Im April 1993 trat er aus der DC aus, schloss sich zunächst der reformorientierten Alleanza Democratica (AD) an, gründete aber im November 1993 eine eigene Partei namens Patto Segni („Segni-Pakt“), die eine Erneuerung der italienischen Politik versprach. Bei der Parlamentswahl im März 1994, die erstmals nach einem gemischten Verhältnis- und Mehrheitswahlrecht abgehalten wurde und einen großen Umbruch im italienischen Parteiensystem brachte, war Segni Spitzenkandidat des Mittebündnisses Patto per l'Italia („Pakt für Italien“). Dieses bestand aus seinem Patto Segni, der DC-Nachfolgepartei Partito Popolare Italiano (PPI), Überresten der linksliberalen Partito Repubblicano Italiano (PRI) und einzelnen parteilosen Politikern. Das Bündnis kam aber mit 15,6 Prozent nur auf den dritten Platz hinter Silvio Berlusconis Mitte-rechts-Bündnis Polo delle Libertà und der linken Alleanza dei Progressisti. Segni selbst zog über die Regionalliste in Sardinien wieder in das Parlament ein. Bei der Europawahl im Juni 1994 erhielt der Patto Segni drei Sitze, von denen einer an den Parteivorsitzenden Mario Segni ging. Im Europäischen Parlament saß er in der EVP-Fraktion, legte sein Mandat aber im September 1995 nieder. Die Abgeordneten von Patto Segni, Alleanza Democratica, Socialisti Italiani und PRI in der italienischen Abgeordnetenkammer bildeten im Februar 1995 eine gemeinsame Fraktion namens I Democratici, der Segni bis Juli 1995 vorstand. Bei der vorgezogenen Parlamentswahl 1996 trat er nicht mehr an und zog sich vorübergehend aus der aktiven Politik zurück.
Zur Europawahl 1999 ging der Patto Segni ein Bündnis mit der rechtskonservativen Alleanza Nazionale von Gianfranco Fini ein, das nach seinem Symbol l’elefantino („kleiner Elefant“) genannt wurde. Ihr langfristiges Ziel war die Bildung einer großen Mitte-rechts-Partei nach dem Vorbild der Republikanischen Partei in den USA. Über diese Liste zog Segni erneut in das Europaparlament ein. Während der Legislaturperiode bis 2004 saß er in der nationalkonservativen Fraktion Union für das Europa der Nationen, war Mitglied im Ausschuss für konstitutionelle Fragen sowie von 2002 bis 2004 stellvertretender Vorsitzender der Delegation für die Beziehungen zu den Ländern Mittelamerikas und Mexiko. Segni initiierte 2000 ein weiteres Referendum zur gänzlichen Abschaffung des proportionellen Elements und Einführung eines reinen Mehrheitswahlrechts. Mit einer Beteiligung von 32,8 Prozent der Abstimmungsberechtigten erreichte es aber nicht das erforderliche Quorum.
Der Patto Segni benannte sich 2003 in Patto dei Liberaldemocratici um. Dieser trat zur Europawahl 2004 als Patto Segni–Scognamiglio an (zusammen mit dem Liberalen und früheren Senatspräsidenten Carlo Scognamiglio), der jedoch nur 0,5 Prozent der Stimmen bekam – zu wenig für einen Sitz im EU-Parlament. Seit 2006 ist die Partei inaktiv. Segni versuchte sich 2009 gemeinsam mit dem Staatsrechtler Giovanni Guzzetta noch einmal als Reformer des Wahlrechts. Die von den beiden initiierten Referenden zur Ablösung des Porcellum („Schweinerei“) genannten Wahlrechts von 2005 scheiterten jedoch abermals an der zu geringen Beteiligung von nur 23 Prozent.